# Леко (язык)
Леко (рик'а) — находящийся на грани вымирания язык-изолят Восточной Боливии.
В настоящее время (2006) языком леко владеют около 20 человек, проживающих на территории   департамента Ла Пас: в окрестностях города Аполо (провинция Франц Тамайо) и в ряде селений по течению рек Мапири-Кака и Короико. Все носители старше 60 лет, в основном мужчины, все они перестали использовать леко для повседневного общения ещё во времена своей юности, в 1960-е. Раскиданные по различным селениям, носители леко живут в испано- или аймараязычном окружении и практически не контактируют между собой.
Родственные связи леко не установлены, язык классифицируется как изолированный.

## Грамматика
Морфология леко носит агглютинативный характер, со значительным преобладанием суффиксации над префиксацией. Лицо-число субъекта выражается суффиксом, занимающим крайне правую позицию в глагольной словоформе; в ряде форм в результате фузии показатели времени и лица-числа субъекта сливаются в единую кумулятивную морфему. Лицо-число объекта при переходном глаголе опционально выражается префиксом, употребление которого зависит от целого ряда семантических, прагматических и дискурсивных факторов (подробнее см. Kerke 2006).
Порядок слов относительно свободен, предположительно можно говорить о базовом порядке SOV. Прилагательные и указательные местоимения предшествуют определяемым существительным, наречия предшествуют прилагательным, обладатель предшествует обладаемому.
Падежное маркирование суффиксальное, устроено по номинативно-аккузативному принципу.